# Mistrovství světa v judu 2015 – ženy – těžká váha (+78 kg)
Zápasy v judu na XL. mistrovství světa v kategorii těžkých vah žen proběhly v Astaně, 28. srpna 2015.

## Finále
| finále            |         |
| ----------------- | ------- |
| Jü Sung           | Jü Sung |
| Megumi Tačimotová | Jü Sung |

## Opravy / O bronz
Poražení čtvrtfinalisté se utkávají mezi sebou v opravách. Vítězové oprav následně vyzvou poražené semifinalisty v boji o bronzovou medaili.
| opravy              | o bronz           |                 |
| ------------------- | ----------------- | --------------- |
| Kanae Jamabeová     | Kanae Jamabeová   | Kanae Jamabeová |
| Vanessa Zambottiová | Kanae Jamabeová   | Kanae Jamabeová |
|                     | Xenija Čibisovová | Kanae Jamabeová |
| Idalis Ortízová     | Idalis Ortízová   | Idalis Ortízová |
| Franziska Konitzová | Idalis Ortízová   | Idalis Ortízová |
|                     | Ma S'-s'          | Idalis Ortízová |

## Pavouk
|   | 1/64                   | 1/32                   | 1/16                 | čtvrtfinále         | semifinále        | finále            |
| - | ---------------------- | ---------------------- | -------------------- | ------------------- | ----------------- | ----------------- |
| A | volný los              | Jü Sung                | Jü Sung              | Jü Sung             | Jü Sung           | Jü Sung           |
| A | volný los              | Jü Sung                | Jü Sung              | Jü Sung             | Jü Sung           | Jü Sung           |
| A | volný los              | Belkız Zehra Kayaová   | Jü Sung              | Jü Sung             | Jü Sung           | Jü Sung           |
| A | volný los              | Belkız Zehra Kayaová   | Jü Sung              | Jü Sung             | Jü Sung           | Jü Sung           |
| A | volný los              | Larisa Cerićová        | Larisa Cerićová      | Jü Sung             | Jü Sung           | Jü Sung           |
| A | volný los              | Larisa Cerićová        | Larisa Cerićová      | Jü Sung             | Jü Sung           | Jü Sung           |
| A | volný los              | Santa Pakenisová       | Larisa Cerićová      | Jü Sung             | Jü Sung           | Jü Sung           |
| A | volný los              | Santa Pakenisová       | Larisa Cerićová      | Jü Sung             | Jü Sung           | Jü Sung           |
| A | volný los              | Kanae Jamabeová        | Kanae Jamabeová      | Kanae Jamabeová     | Jü Sung           | Jü Sung           |
| A | volný los              | Kanae Jamabeová        | Kanae Jamabeová      | Kanae Jamabeová     | Jü Sung           | Jü Sung           |
| A | Maryna Slucká          | Maryna Slucká          | Kanae Jamabeová      | Kanae Jamabeová     | Jü Sung           | Jü Sung           |
| A | Ivana Šutalová         | Maryna Slucká          | Kanae Jamabeová      | Kanae Jamabeová     | Jü Sung           | Jü Sung           |
| A | volný los              | Jasmin Külbsová        | Jasmin Külbsová      | Kanae Jamabeová     | Jü Sung           | Jü Sung           |
| A | volný los              | Jasmin Külbsová        | Jasmin Külbsová      | Kanae Jamabeová     | Jü Sung           | Jü Sung           |
| A | volný los              | Saneajim Erkinbajevová | Jasmin Külbsová      | Kanae Jamabeová     | Jü Sung           | Jü Sung           |
| A | volný los              | Saneajim Erkinbajevová | Jasmin Külbsová      | Kanae Jamabeová     | Jü Sung           | Jü Sung           |
| B | volný los              | Nihel Šejch-Ruhuová    | Nihel Šejch-Ruhuová  | Vanessa Zambottiová | Ma S'-s'          | Jü Sung           |
| B | volný los              | Nihel Šejch-Ruhuová    | Nihel Šejch-Ruhuová  | Vanessa Zambottiová | Ma S'-s'          | Jü Sung           |
| B | volný los              | Kim Či-jun             | Nihel Šejch-Ruhuová  | Vanessa Zambottiová | Ma S'-s'          | Jü Sung           |
| B | volný los              | Kim Či-jun             | Nihel Šejch-Ruhuová  | Vanessa Zambottiová | Ma S'-s'          | Jü Sung           |
| B | volný los              | Vanessa Zambottiová    | Vanessa Zambottiová  | Vanessa Zambottiová | Ma S'-s'          | Jü Sung           |
| B | volný los              | Vanessa Zambottiová    | Vanessa Zambottiová  | Vanessa Zambottiová | Ma S'-s'          | Jü Sung           |
| B | volný los              | Iryna Kindzerská       | Vanessa Zambottiová  | Vanessa Zambottiová | Ma S'-s'          | Jü Sung           |
| B | volný los              | Iryna Kindzerská       | Vanessa Zambottiová  | Vanessa Zambottiová | Ma S'-s'          | Jü Sung           |
| B | volný los              | Ma S'-s'               | Ma S'-s'             | Ma S'-s'            | Ma S'-s'          | Jü Sung           |
| B | volný los              | Ma S'-s'               | Ma S'-s'             | Ma S'-s'            | Ma S'-s'          | Jü Sung           |
| B | volný los              | Rochele Nunesová       | Ma S'-s'             | Ma S'-s'            | Ma S'-s'          | Jü Sung           |
| B | volný los              | Rochele Nunesová       | Ma S'-s'             | Ma S'-s'            | Ma S'-s'          | Jü Sung           |
| B | volný los              | Monica Sagnaová        | Nahira Sarbašovová   | Ma S'-s'            | Ma S'-s'          | Jü Sung           |
| B | volný los              | Monica Sagnaová        | Nahira Sarbašovová   | Ma S'-s'            | Ma S'-s'          | Jü Sung           |
| B | volný los              | Nahira Sarbašovová     | Nahira Sarbašovová   | Ma S'-s'            | Ma S'-s'          | Jü Sung           |
| B | volný los              | Nahira Sarbašovová     | Nahira Sarbašovová   | Ma S'-s'            | Ma S'-s'          | Jü Sung           |
| C | volný los              | Idalis Ortízová        | Idalis Ortízová      | Idalis Ortízová     | Megumi Tačimotová | Megumi Tačimotová |
| C | volný los              | Idalis Ortízová        | Idalis Ortízová      | Idalis Ortízová     | Megumi Tačimotová | Megumi Tačimotová |
| C | volný los              | Odchüügín Džavzmá      | Idalis Ortízová      | Idalis Ortízová     | Megumi Tačimotová | Megumi Tačimotová |
| C | volný los              | Odchüügín Džavzmá      | Idalis Ortízová      | Idalis Ortízová     | Megumi Tačimotová | Megumi Tačimotová |
| C | volný los              | Kayra Sayitová         | Kayra Sayitová       | Idalis Ortízová     | Megumi Tačimotová | Megumi Tačimotová |
| C | volný los              | Kayra Sayitová         | Kayra Sayitová       | Idalis Ortízová     | Megumi Tačimotová | Megumi Tačimotová |
| C | volný los              | Sandra Jablonskytė     | Kayra Sayitová       | Idalis Ortízová     | Megumi Tačimotová | Megumi Tačimotová |
| C | volný los              | Sandra Jablonskytė     | Kayra Sayitová       | Idalis Ortízová     | Megumi Tačimotová | Megumi Tačimotová |
| C | volný los              | Emilie Andéolová       | Megumi Tačimotová    | Megumi Tačimotová   | Megumi Tačimotová | Megumi Tačimotová |
| C | volný los              | Emilie Andéolová       | Megumi Tačimotová    | Megumi Tačimotová   | Megumi Tačimotová | Megumi Tačimotová |
| C | volný los              | Megumi Tačimotová      | Megumi Tačimotová    | Megumi Tačimotová   | Megumi Tačimotová | Megumi Tačimotová |
| C | volný los              | Megumi Tačimotová      | Megumi Tačimotová    | Megumi Tačimotová   | Megumi Tačimotová | Megumi Tačimotová |
| C | volný los              | Kim Min-čong           | Kim Min-čong         | Megumi Tačimotová   | Megumi Tačimotová | Megumi Tačimotová |
| C | volný los              | Kim Min-čong           | Kim Min-čong         | Megumi Tačimotová   | Megumi Tačimotová | Megumi Tačimotová |
| C | volný los              | Suelen Althemanová     | Kim Min-čong         | Megumi Tačimotová   | Megumi Tačimotová | Megumi Tačimotová |
| C | volný los              | Suelen Althemanová     | Kim Min-čong         | Megumi Tačimotová   | Megumi Tačimotová | Megumi Tačimotová |
| D | volný los              | Franziska Konitzová    | Franziska Konitzová  | Franziska Konitzová | Xenija Čibisovová | Megumi Tačimotová |
| D | volný los              | Franziska Konitzová    | Franziska Konitzová  | Franziska Konitzová | Xenija Čibisovová | Megumi Tačimotová |
| D | volný los              | Gulžan Isanovová       | Franziska Konitzová  | Franziska Konitzová | Xenija Čibisovová | Megumi Tačimotová |
| D | volný los              | Gulžan Isanovová       | Franziska Konitzová  | Franziska Konitzová | Xenija Čibisovová | Megumi Tačimotová |
| D | volný los              | Tessie Savelkoulsová   | Tessie Savelkoulsová | Franziska Konitzová | Xenija Čibisovová | Megumi Tačimotová |
| D | volný los              | Tessie Savelkoulsová   | Tessie Savelkoulsová | Franziska Konitzová | Xenija Čibisovová | Megumi Tačimotová |
| D | volný los              | Sonia Aselahová        | Tessie Savelkoulsová | Franziska Konitzová | Xenija Čibisovová | Megumi Tačimotová |
| D | volný los              | Sonia Aselahová        | Tessie Savelkoulsová | Franziska Konitzová | Xenija Čibisovová | Megumi Tačimotová |
| D | volný los              | Svitlana Jaromková     | Svitlana Jaromková   | Xenija Čibisovová   | Xenija Čibisovová | Megumi Tačimotová |
| D | volný los              | Svitlana Jaromková     | Svitlana Jaromková   | Xenija Čibisovová   | Xenija Čibisovová | Megumi Tačimotová |
| D | volný los              | Nina Cutro-Kellyová    | Svitlana Jaromková   | Xenija Čibisovová   | Xenija Čibisovová | Megumi Tačimotová |
| D | volný los              | Nina Cutro-Kellyová    | Svitlana Jaromková   | Xenija Čibisovová   | Xenija Čibisovová | Megumi Tačimotová |
| D | Katarzyna Furmaneková  | Katarzyna Furmaneková  | Xenija Čibisovová    | Xenija Čibisovová   | Xenija Čibisovová | Megumi Tačimotová |
| D | Giordanna Gutiérrezová | Katarzyna Furmaneková  | Xenija Čibisovová    | Xenija Čibisovová   | Xenija Čibisovová | Megumi Tačimotová |
| D | volný los              | Xenija Čibisovová      | Xenija Čibisovová    | Xenija Čibisovová   | Xenija Čibisovová | Megumi Tačimotová |
| D | volný los              | Xenija Čibisovová      | Xenija Čibisovová    | Xenija Čibisovová   | Xenija Čibisovová | Megumi Tačimotová |